# Joseph Collomp
Pour les articles homonymes, voir Collomp.
Joseph Collomp est un homme politique français, né le 2 janvier 1865 à Flayosc (Var) et mort le 9 mai 1946 à Draguignan.

## Biographie
Joseph, Victorien Collomp naît le 2 janvier 1865 à Flayosc.
Fils d'un ouvrier cordonnier et d'une accoucheuse, Joseph Collomp, après ses études primaires, commence par exercer la même profession que son père, puis devient représentant de commerce, et enfin commerçant à son compte, à Draguignan. Il est élu conseiller général socialiste en 1898. Il est ensuite cofondateur du Parti socialiste de France de Jules Guesde. Réélu conseiller général en 1904 et 1910, il devient vice-président du conseil général en 1909. Conseiller municipal de Draguignan à partir de 1908, il devient deuxième adjoint au maire en 1912. Il participe en 1905 à la création de la SFIO.
N'ayant pas été mobilisé pendant la Première Guerre mondiale, Joseph Collomp reste dans le Var, et devient un des plus actifs dirigeants du conseil général. Après l'armistice, il se consacre avant tout à la défense de la paix, « la plus belle conquête de l'humanité », selon les termes de son discours prononcé en 1927, lors de l'inauguration du monument aux morts.
Il ne se représente pas aux élections cantonales de 1919. En 1925, il est élu maire de Draguignan, sur une liste de Cartel des gauches, et réélu en 1929 et 1935, également sur une liste commune SFIO-Parti radical-Socialistes indépendants. Il fait construire un collège de filles, une caisse d'épargne, un hospice pour les vieillards, et une pouponnerie.
En 1928, sollicité par son parti, Joseph Collomp se présente à l'élection cantonale partielle de Comps-sur-Artuby et est élu. Réélu en 1931, il ne se représente pas en 1937. Pendant cette période au conseil général, Joseph Collomp est secrétaire de l'assemblée départementale de 1928 à 1930, vice-président de 1930 à 1933, et doyen d'âge de 1934 à 1937.
Il est à la tête de la manifestation du 12 février 1934 à Draguignan, organisée, comme dans d'autres villes de France, en réaction aux émeutes du 6 février 1934.
Aux élections législatives de 1936, la SFIO le désigne comme candidat dans la circonscription de Draguignan, car il apparaît comme le seul qui puisse permettre au Parti socialiste de conserver ce siège. Il est élu au second tour, avec 11 911 voix sur 23 244 inscrits. Le député Collomp siège à la commission de l'Administration générale départementale et communale, ainsi qu'à la commission des Comptes définitifs et des économies.
Le 18 juillet 1940, il vote contre les pleins pouvoirs à Philippe Pétain. Il est suspendu de ses fonctions de maire par le régime de Vichy le 11 décembre 1940 et expulsé par les autorités allemandes après l'invasion de la zone libre. Joseph Collomp préside la délégation spéciale mise en place le 18 août 1944, après le débarquement des troupes américaines et françaises en Provence. Il se retire de la vie politique en mai 1945, refusant d'être tête de liste SFIO aux élections municipales.
Il meurt le 9 mai 1946 à Draguignan, à l’âge de 81 ans. Enterré après des obsèques civiles, Joseph Collomp a fait graver sur sa tombe : « Il fut des quatre-vingts. »

## Synthèse des fonctions et mandats

### À la Chambre des députés
- Député français du Var : 3 mai 1936 – 31 mai 1942

### Au niveau régional
- Conseiller général du Var : 7 août 1898 – 21 décembre 1919
- Vice-président de l'assemblée départementale : 1909
- Conseiller général du Var : 21 octobre 1928 – 17 octobre 1937
- Vice-président de l'assemblée départementale : 1930 - 1933
- Secrétaire de l'assemblée départementale : 1928 - 1930
- Doyen d'âge : 1934 - 1937

### Au niveau local
- Maire de Draguignan : 18 août 1944 – 18 mai 1945
- Maire de Draguignan : 10 mai 1925 – 11 décembre 1940
- conseiller municipal de Draguignan : 1908 - 1940
- Premier adjoint au maire de Draguignan : 1912 - 1919

## Hommage
Joseph Collomp a un boulevard à son nom, à Draguignan.